# Toyota TF104
A Toyota TF104 egy Formula–1-es versenyautó, amelyet a Toyota csapat tervezett és versenyeztetett a 2004-es Formula–1 világbajnokság során. Pilótái kezdetben Olivier Panis és Cristiano da Matta voltak, azonban idény közben mindkettejüktől megváltak, és az évet a Ricardo Zonta - Jarno Trulli párossal fejezte be a csapat.
Ez volt az utolsó közös autótervezése Gustav Brunnernek és René Hilhorstnak a Formula–1-ben, mely egyben az előző évi TF103-as modell továbbgondolása is volt.

## Fejlesztése
Körülbelül tíz hónappal a bemutatója előtt kezdték el a tervezését. Gustav Brunner szerint a TF103-as egy nagyon versenyképes csomag volt, amelyből sajnos nem sikerült a csapatnak kihozni a benne rejlő potenciált. Ezért arra alapítottan, de gyakorlatilag minden egyes elemét kiemelve és továbbfejlesztve készült el a TF104-es, mely könnyebb lett és a kasztnija is merevebb. Mindazonáltal mivel az autó nem hozta a várt eredményeket, idény közben megváltak Brunnertől, a helyére pedig Mike Gascoyne került.
Gascoyne vezetésével, ismerve az autó hibáit, nekikezdtek azok kijavításának, melyből végül megszületett a TF104B kasztni. Ezt először a német nagydíjon vetették be. Nem tartalmazott semmilyen forradalmi újítást és a bevetését követően le is állították a fejlesztését, hogy már a következő évi autóra koncentrálhassanak.
Mivel a Toyota TF104-es rendkívüli módon hasonlított a Ferrari F2003-GA versenyautóra, felmerült a vád, hogy a Toyota csapat esetleg ipari kémkedés útján megszerezte annak terveit. Az ügyet a kölni kerületi bíróság vizsgálta, és nem a Toyota csapat, hanem annak három dolgozója ellen volt folyamatban az ügy, melynek végeztével maga a Toyota tagadta meg, hogy visszaszolgáltassa az adatokat a Ferrarinak, ugyanis azok már oly mértékben keveredtek az övékkel, hogy a riválisuk szereztehett volna vele jogtalan előnyt.

## A szezon
Az idény katasztrofálisan sikerült. A Toyota, amely ambíciózusan, pénzt és energiát nem sajnálva lépett be a Formula–1-be, ismét csak a konstruktőri nyolcadik helyet tudta megszerezni. Gustav Brunner eltávolítása mellett Cristiano da Matta volt a másik bűnbak, akitől gyenge eredményei miatt váltak meg. A kanadai nagydíjról ráadásul diszkvalifikálták a versenyzőket, szabálytalan fékvezetékek miatt.
Da Matta helyére a magyar nagydíjtól Ricardo Zonta érkezett, akit a japán nagydíjon Jarno Trulli váltott, de Zonta a szezonzáró versenyen visszaülhetett az autóba, miután Panist is kirúgták.

## Eredmények
| Év   | Csapat | Kasztni | Motor         | Gumik | Pilóták            | 1   | 2   | 3   | 4   | 5   | 6   | 7   | 8   | 9   | 10  | 11  | 12  | 13  | 14  | 15  | 16  | 17  | 18  | Pontok | Helyezés |
| ---- | ------ | ------- | ------------- | ----- | ------------------ | --- | --- | --- | --- | --- | --- | --- | --- | --- | --- | --- | --- | --- | --- | --- | --- | --- | --- | ------ | -------- |
| 2004 | Toyota | TF104   | Toyota RVX-04 | M     |                    | AUS | MAL | BHR | SMR | ESP | MON | EUR | CAN | USA | FRA | GBR | GER | HUN | BEL | ITA | CHN | JPN | BRA | 9      | 8.       |
| 2004 | Toyota | TF104   | Toyota RVX-04 | M     | Cristiano da Matta | 12  | 9   | 10  | KI  | 13  | 6   | KI  | DSQ | KI  | 14  | 13  |     |     |     |     |     |     |     | 9      | 8.       |
| 2004 | Toyota | TF104   | Toyota RVX-04 | M     | Olivier Panis      | 13  | 12  | 9   | 11  | KI  | 8   | 11  | DSQ | 5   | 15  | KI  |     |     |     |     |     |     |     | 9      | 8.       |
| 2004 | Toyota | TF104B  | Toyota RVX-04 | M     | Cristiano da Matta |     |     |     |     |     |     |     |     |     |     |     | KI  |     |     |     |     |     |     | 9      | 8.       |
| 2004 | Toyota | TF104B  | Toyota RVX-04 | M     | Olivier Panis      |     |     |     |     |     |     |     |     |     |     |     | 14  | 11  | 8   | KI  | 14  | 14  |     | 9      | 8.       |
| 2004 | Toyota | TF104B  | Toyota RVX-04 | M     | Ricardo Zonta      |     |     |     |     |     |     |     |     |     |     |     |     | KI  | 10† | 11  | KI  |     | 13  | 9      | 8.       |
| 2004 | Toyota | TF104B  | Toyota RVX-04 | M     | Jarno Trulli       |     |     |     |     |     |     |     |     |     |     |     |     |     |     |     |     | 11  | 12  | 9      | 8.       |

- † – nem fejezte be a versenyt, de rangsorolták, mert teljesítette a versenytáv 90 százalékát.